# Liste des trous noirs les plus massifs
 (août 2023).
Améliorez-le ou discutez des points à vérifier. 
Pour un article plus général, voir Trou noir.

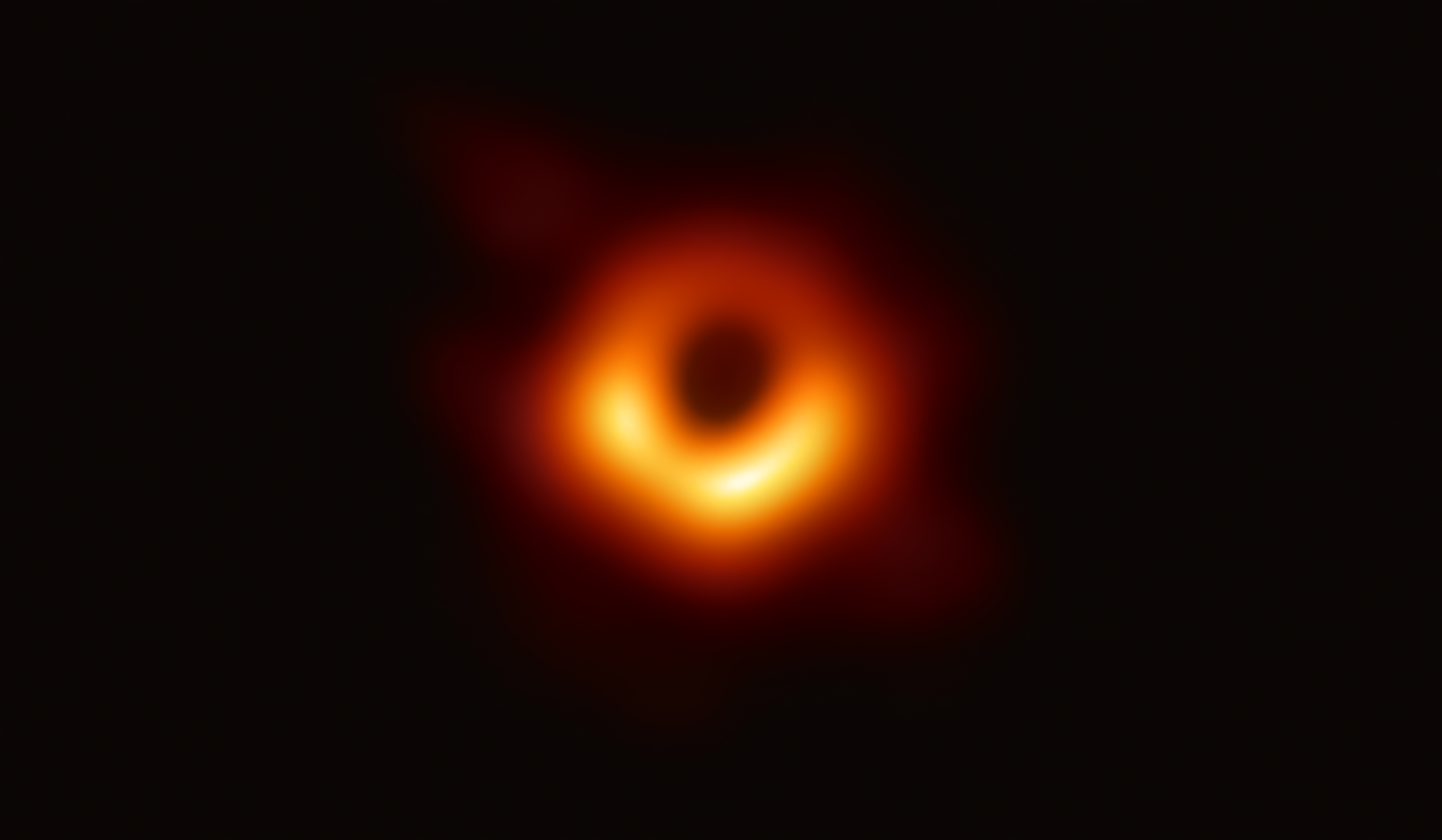
Image du trou noir supermassif M87* et de son disque d'accrétion.

Voici une liste des trous noirs les plus massifs jamais découverts (ou suspectés). Leur masse est donnée en masses solaires (notée M☉ et d'une valeur d'environ 2 × 1030 kilogrammes).

## Introduction
Seule une poignée de galaxies présentent des preuves non ambiguës de la présence d'un trou noir supermassif. On y trouve la Voie lactée, la galaxie d'Andromède (M31) et M32 ainsi que quelques galaxies situées en dehors du Groupe local telles NGC 4395.
Dans les autres galaxies, les vitesses près du centre sont stables, voire diminuent, ce qui rend incertaine la présence d'un trou noir supermassif en leur centre. Malgré cela, il est généralement accepté qu'à peu près toutes les galaxies possèdent un trou noir supermassif central,.
Il existe plusieurs méthodes pour déterminer la masse des trous noirs : les mesures Doppler, la dispersion des vitesses et la relation M-sigma. Souvent, les méthodes de détermination de la masse ne convergent pas les unes avec les autres. Certains objets sont listés d'après la méthode BLRM utilisée par Bradley M. Peterson et al. et d'après la dispersion des vitesses et la mesure des raies O III par Charles Nelson.

## Liste
| Nom                                                                              | Masse (Soleil = 1)                              | Notes |
| -------------------------------------------------------------------------------- | ----------------------------------------------- | --- |
| Phœnix A                                                                         | >100 000 000 000                                | La masse exacte n'a pas encore été calculée en 2024. |
| TON 618                                                                          | 66 000 000 000                                  | Estimation à partir de la corrélation de la ligne d'émission Hβ du quasar. |
| Trou noir de la galaxie elliptique centrale de l'amas de galaxies MS 0735.6+7421 | 51 000 000 000,                                 | Le télescope spatial Chandra l'a observé en train d'absorber un nuage de gaz d'une masse de 600 millions de M☉. |
| HS 1946+7658                                                                     | 50 000 000 000                                  | Longtemps considéré comme le quasar le plus lumineux de l'univers observable. |
| Trou noir de la galaxie IC 1101                                                  | 40 à 100 000 000 000                            | Estimé à partir des propriétés de la galaxie ; la masse n'a pas été mesurée directement. |
| S5 0014+813                                                                      | 40 000 000 000,                                 | Un article de 2010 a suggéré qu'un « entonnoir » influence le rayonnement autour de l'axe du jet, créant une illusion d'optique d'une très grande luminosité, et donc une possible surestimation de la masse du trou noir.                                |
| Trou noir de la galaxie Holmberg 15A                                             | 40 000 000 000                                  | Les estimations varient de 3 à ~310 milliards de M☉. |
| PKS 0745-19                                                                      | 40 000 000 000 - 10 000 000 000                 | |
| SDSS J0841+3921B                                                                 | 37 000 000 000                                  | Ce quasar est le deuxième plus lumineux du premier quadruple à avoir été découvert. |
| SMSS J215728.21-360215.1                                                         | 34 000 000 000                                  | Le quasar le plus lumineux observé à ce jour, magnitude absolue de -32.6. |
| SDSS J102325.31+514251.0                                                         | 33 100 000 000                                  | Estimation à partir de la corrélation de la raie d'émission du quasar. |
| H1821+643                                                                        | 30 000 000 000                                  | La plus grande masse estimée directement. |
| Trou noir de la galaxie NGC 6166                                                 | 30 000 000 000                                  | Trou noir de la galaxie centrale d'Abell 2199, reconnue pour son jet relativiste d'une longueur de l'ordre de × 105 années-lumière. Les estimations varient de 1 à 30 milliards de M☉.                                                                    |
| 2MASS J13260399+7023462                                                          | 27 000 000 000                                  | Les estimations montent jusqu'à 100 milliards de M☉. |
| HS 1700+6416                                                                     | 25 000 000 000                                  | |
| SDSS J222210.25+005319.0                                                         | 24 000 000 000                                  | Connu pour sa luminosité exceptionnelle, avec une magnitude absolue de -27,89 ± 0,50. |
| APM 08279+5255                                                                   | 23 000 000 000                                  | Ce quasar abrite la plus grande concentration d'eau de l'univers connu. |
| SDSS J025654.42-011455.4                                                         | 22 000 000 000                                  | L'un des quasars les plus lumineux connu, avec une magnitude absolue de -23,66 ± 0,50. |
| NGC 4889                                                                         | 21 000 000 000                                  | Les estimations varient de 6 à 37 milliards de M☉. |
| Trou noir de la galaxie RBS 2043                                                 | 20 000 000 000                                  | Source lumineuse la plus variable de l'univers. Pendant un mois, cette galaxie a été l'objet le plus lumineux de l'univers (magnitude absolue de -40). |
| Trou noir de la galaxie elliptique centrale de l'amas du Phénix                  | 20 000 000 000                                  | La masse de ce trou noir augmenterait de 60 M☉ par année. |
| HS 0741+4741                                                                     | 19 500 000 000                                  | L'un des quasars les plus lumineux, magnitude absolue > -29,5. |
| Trou noir de la galaxie OJ 287                                                   | 18 000 000 000                                  | Un trou noir plus petit de 100 millions de M☉ orbite autour de celui-ci avec une période de 12 ans (voir « Secondaire de OJ 287 » plus bas). |
| Trou noir de la galaxie NGC 1600                                                 | 17 000 000 000                                  | Son trou noir central possède 0,017 % de la masse de sa galaxie. |
| Primaire de 4C +37.11                                                            | 15 000 000 000                                  | Trou noir supermassif binaire (voir le secondaire plus bas) |
| SDSS J115954.33+201921.1                                                         | 14 120 000 000                                  | L'un des premiers quasars radio-silencieux découverts. |
| SDSS J000009.38+135618.4                                                         | 14 100 000 000                                  | Peut-être le quasar le plus lumineux en infrarouge. |
| SDSS J085543.40-001517.7                                                         | 14 000 000 000 - 39 000 000 000                 | L'estimation de la masse a été faite avec la mesure de la luminosité bolométrique du quasar, l'estimation de la masse est donc probablement fausse |
| S4 0749+42                                                                       | 13 800 000 000                                  | L'un des radio-bruyants les plus lointains. |
| SDSS J080430.56+542041.1                                                         | 13 500 000 000                                  | |
| Trou noir de la galaxie Abell 1201 BCG                                           | 13 000 000 000                                  | |
| Trou noir de la galaxie NGC 1270                                                 | 12 000 000 000                                  | L'un des AGN les moins lumineux par rapport au trou noir central. |
| SDSS J081855.77+095848.0                                                         | 12 000 000 000                                  | |
| SDSS J0100+2802                                                                  | 12 000 000 000,                                 | À sa découverte, il était le quasar le plus lumineux et le plus massif connu. |
| ESO 444-46                                                                       | 12 000 000 000                                  | Certaines estimations montent jusqu'à 501 milliards de M☉. |
| SDSS J140019.73-004747.9                                                         | 11 520 000 000                                  | L'un des quasars les plus lumineux connu, avec une magnitude absolue de -26.70 ± 0.50. |
| SDSS J082535.19+512706.3                                                         | 11 220 000 000                                  | |
| PKS 1833-77                                                                      | 11 000 000 000                                  | Blazar de haute énergie. |
| SDSS J013127.34-032100.1                                                         | 11 000 000 000                                  | |
| Trou noir de NGC 5846                                                            | 11 000 000 000                                  | |
| ULAS J1234+0907                                                                  | 11 000 000 000                                  | C'est l'un des quasars les plus âgés. Son activité est datée de 11 milliards d'années. |
| 7C 0222+3656                                                                     | 10 000 000 000                                  | Le blazar le plus proche de la Terre. |
| PKS 0426-380                                                                     | 10 000 000 000                                  | Blazar de très haute énergie. |
| RX J1131-1231                                                                    | 10 000 000 000                                  | Ce quasar est distordu en quatre images par une galaxie d'avant-plan. |
| WISE J224607.57-052635.0                                                         | 10 000 000 000 - 9 200 000 000                  | Galaxie la plus lumineuse connue, contenant un quasar hyperlumineux obscurci par une grande quantité de poussière. |
| PSO J334.2028+01.4075                                                            | 10 000 000 000                                  | Jusqu'ici, on détecte deux trous noirs qui orbitent l'un autour de l'autre selon une période de 542 jours. La masse du plus petit n'est pas encore déterminée.                                                                                            |
| TON 11                                                                           | 10 000 000 000                                  | |
| Trou noir de la galaxie elliptique centrale de RX J1532.9+3021                   | 10 000 000 000                                  | Les jets de ce blazar sont si énergétiques qu'il fait des cavités dans sa propre galaxie. |
| QSO B2126-158                                                                    | 10 000 000 000                                  | |
| SBS 1425+606                                                                     | 10 000 000 000                                  | L'un des quasars les plus lumineux (luminosité similaire à S5 0014+81, voir au-dessus) ; les estimations varient entre 10 et 40 milliards de M☉. |
| Trou noir de la galaxie NGC 1281                                                 | 10 000 000 000                                  | Cette galaxie se compose d'une très grande concentration de matière noire. |
| Trou noir de MRC 1138-262 BCG                                                    | 10 000 000 000                                  | L'amas de galaxies le plus lumineux dans le domaine des ondes radio. |
| PKS 2155-304                                                                     | 10 000 000 000 à 1 500 000 000[réf. nécessaire] | |
| RX J1017.0+3902                                                                  | 10 000 000 000                                  | Source X ultralumineuse similaire à M87* ou à celle de RX J1532.9+3021. |
| PKS 0426-380                                                                     | 10 000 000 000                                  | Seul blazar à être l'auteur d'une zetta-particule. |
| SDSS J015741.57-010629.6                                                         | 9 800 000 000                                   | |
| Trou noir de NGC 3842                                                            | 9 700 000 000                                   | |
| KUG 0810+227                                                                     | 9 300 000 000                                   | En 2019 a été détecté en son centre un événement de rupture par effet de marée, AT 2019azh. Une étoile disloquée et dévorée par un trou noir supermassif d'une masse de ~9,3 milliards de M☉.                                                             |
| SDSS J230301.45-093930.7                                                         | 9 120 000 000                                   | |
| SDSS J075819.70+202300.9                                                         | 7 800 000 000                                   | |
| Markarian 1498                                                                   | 7 200 000 000                                   | |
| Trou noir de la galaxie NGC 5419                                                 | 7 200 000 000                                   | |
| SDSS J080956.02+502000.9                                                         | 6 450 000 000                                   | |
| SDSS J014214.75+002324.2                                                         | 6 310 000 000                                   | |
| M87* (trou noir central de la galaxie M87)                                       | 6 300 000 000                                   | Trou noir de la galaxie centrale de l'amas de la Vierge, connue pour son jet d'une longueur de 4 300 al. |
| Primaire de 3c 454.3                                                             | 6 000 000 000                                   | Il présente l'une des sources radio les plus intenses vues de la Terre. Devenue la source de rayon gamma la plus lumineuse du ciel pendant 1 semaine, dépassant même le pulsar de Vela.                                                                   |
| Pictor A                                                                         | 6 000 000 000 à 2 000 000 000                   | Surnommée « l'étoile de la mort » en raison de son jet relativiste de plusieurs millions d'années-lumière. |
| SDSS J025905.63+001121.9                                                         | 5 250 000 000                                   | Source radio extrêmement compacte. |
| SDSS J094202.04+042244.5                                                         | 5 130 000 000                                   | |
| QSO B2149-306                                                                    | 5 000 000 000                                   | |
| Trou noir de NGC 1277                                                            | 5 000 000 000                                   | Les premières estimations de la masse du trou noir étaient si grandes qu'elles mettaient en doute les modèles de formation et d'évolution des galaxies. De nouvelles analyses ont diminué la masse initiale à un tiers de la 1re valeur.                  |
| SDSS J090033.50+421547.0                                                         | 4 700 000 000                                   | |
| Trou noir de NGC 6086                                                            | 4 600 000 000 à 3 600 000 000                   | |
| Trou noir de la galaxie M60                                                      | 4 500 000 000                                   | |
| Trou noir de la galaxie à anneau du Sextant                                      | 4 400 000 000                                   | Les anneaux de cette galaxie ressemblent à un sextant. |
| SDSS J000039.00-001804.0                                                         | 4 200 000 000                                   | |
| SDSS J011521.20+152453.3                                                         | 4 100 000 000                                   | |
| QSO B0222+185                                                                    | 4 000 000 000                                   | |
| Hercules A                                                                       | 4 000 000 000                                   | Connu pour son jet d'une longueur de quelques millions d'années-lumière. |
| Hydra A                                                                          | 4 000 000 000                                   | A connu de très fortes périodes d'activité par le passé. |
| Abell 2667-BCG                                                                   | 3 800 000 000                                   | |
| Abell 1836-BCG                                                                   | 3 610 000 000                                   | |
| SDSS J173352.23+540030.4                                                         | 3 400 000 000                                   | |
| Markarian 501                                                                    | 3 400 000 000 à 900 000 000                     | Source de rayons gamma de très haute énergie. |
| SDSS J025021.76-075749.9                                                         | 3 100 000 000                                   | Ce quasar grandirait d'environ 10 masses solaires par an. |
| SMSS J114447.77–430859.3                                                         | 3 000 000 000                                   | Quasar à la croissance la plus rapide connue, plus d'une masse terrestre est consumée en une seconde. |
| J1148+5251                                                                       | 3 000 000 000                                   | L'un des plus lointains connus. |
| SDSS J030341.04-002321.9                                                         | 3 000 000 000                                   | |
| QSO B0836+710                                                                    | 3 000 000 000                                   | L'un des blazars les plus éloignés. |
| Trou noir de Caldwell 70                                                         | 2 900 000 000                                   | |
| SDSS J224956.08+000218.0                                                         | 2 630 000 000                                   | |
| IGR J12319-0749                                                                  | 2800000000                                      | Blazar de l'ère de réionisation. |
| LBQS 0302-0019                                                                   | 2 400 000 000                                   | |
| QSO J2346-0016                                                                   | 2 240 000 000                                   | |
| Trou noir de NGC 741                                                             | 2 100 000 000                                   | |
| PKS 0426-380                                                                     | 2 000 000 000                                   | |
| PKS 2128-123                                                                     | 2 020 000 000                                   | |
| ULAS J1120+0641                                                                  | 2 000 000 000,                                  | Le quatrième quasar le plus éloigné connu, à 12,9 milliards d'années-lumière de la Terre. |
| Trou noir de Caldwell 38                                                         | 2 000 000 000                                   | |
| QSO 0537-286                                                                     | 2 000 000 000                                   | Premier blazar de type FSRQBS (flat spectrum radio quasar blazar subclass). |
| NGC 3115                                                                         | 2 000 000 000                                   | |
| Q0906+6930                                                                       | 2 000 000 000                                   | Blazar le plus lointain connu, à 12,13 milliards d'années-lumière de la Terre. |
| AT20G J151942-241153                                                             | 1 900 000 000                                   | |
| Trou noir de M89                                                                 | 1 900 000 000                                   | |
| Trou noir de NGC 4874                                                            | 1 700 000 000                                   | |
| Trou noir de M84                                                                 | 1 500 000 000                                   | |
| QSO J0313-1806                                                                   | 1 600 000 000                                   | Candidat pour le titre du quasar le plus éloigné (z > 7,5). |
| J100758.264+211529.207                                                           | 1 500 000 000                                   | Le troisième quasar le plus éloigné de la Terre, il se situe à plus de 13 milliards d'années-lumière. |
| Trou noir de la Galaxie du Compas                                                | 1 450 000 000                                   | C'est la galaxie active la plus proche. |
| Trou noir de NGC 7768                                                            | 1 400 000 000                                   | |
| Primaire de PKS 1510-089                                                         | 1 370 000 000 à 57 100 000                      | Trou noir binaire (voir secondaire plus bas). |
| PKS 2059+034                                                                     | 1 360 000 000                                   | |
| Abell 3565-BCG                                                                   | 1 360 000 000                                   | |
| Trou noir de IC 1021                                                             | 1 300 000 000                                   | |
| Trou noir de NGC 7768                                                            | 1 300 000 000                                   | |
| Trou noir de IC 750                                                              | 1 300 000 000                                   | |
| PSO J030947.49+271757.31                                                         | 1 000 000 000                                   | L'un des blazar les plus lointains connus, il se situe à plus de 13 milliards d'années-lumière. |
| QSO B1429-008A                                                                   | 1 000 000 000                                   | C'est le quasar le plus lumineux du premier quasar triple. |
| AP Librae                                                                        | 1 000 000 000                                   | L'un des blazars les plus lumineux jamais découverts, d'abord pris pour une variable irrégulière. |
| J233153.200+112952.11                                                            | 1 000 000 000                                   | Le blazar le plus lointain jamais découvert. |
| H0548-322                                                                        | 1 000 000 000                                   | Il est responsable d'une émission de rayon gamma avec des énergies supérieures à 20 Téra électron Volt (TeV). |
| Cygnus A                                                                         | 1 000 000 000                                   | Source radio extrasolaire la plus brillante du ciel observée à des fréquences supérieures à 1 GHz. |
| 3C 186                                                                           | 1 000 000 000                                   | Quasar expulsé de sa galaxie à la suite d'une interaction avec un autre trou noir. |
| Trou noir de M104                                                                | 1 000 000 000                                   | Le trou noir de plus d'un milliard de M☉ le plus proche. |
| 3c 47                                                                            | 1 000 000 000                                   | Présence d'immenses lobes radio. |
| Caldwell 60                                                                      | 1 000 000 000                                   | |
| Caldwell 61                                                                      | 1 000 000 000                                   | |
| SDSS J024221.87+004912.6                                                         | 970 000 000                                     | |
| GN-z7q                                                                           | 800 000 000                                     | C'est le deuxième quasar le plus éloigné de la Terre, situé à plus de 13,05 milliards d'années-lumière. |
| 3c 279                                                                           | 800 000 000                                     | Premier quasar OVV à avoir été identifié. |
| ULAS J1342+0928                                                                  | 800 000 000                                     | Quasar le plus éloigné connu, à 13,1 milliards d'années-lumière. |
| Secondaire de 4C +37.11                                                          | 750 000 000                                     | Trou noir supermassif binaire (voir le primaire plus haut) |
| Trou noir de NGC 2                                                               | 664 000 000                                     | |
| Trou noir de M49                                                                 | 560 000 000                                     | |
| Trou noir de 3C 273                                                              | (8,86 ± 1,87) × 108, 550 000 000                | Quasar le plus brillant du ciel. |
| Trou noir de NGC 788                                                             | 540 000 000=                                    | Les estimations descendent jusqu'à 140 millions de M☉. |
| W Comae Berenices                                                                | 500 000 000                                     | Blazar connu pour ses éclatements de luminosité particulièrement violents. |
| Trou noir de Caldwell 29                                                         | 500 000 000                                     | Les estimations descendent jusqu'à 120 millions de M☉. |
| J1819+3845                                                                       | 500 000 000                                     | L'un des quasars les plus lointains connus. |
| Markarian 1383                                                                   | (1,298 ± 0,385) × 109, 467 740 000              | Cette galaxie possède un duo de trous noirs supermassifs. |
| Trou noir de M105                                                                | 400 000 000                                     | |
| Trou noir de NGC 4261                                                            | 400 000 000                                     | Connu pour son jet de 88 000 années-lumière. |
| H0323+022                                                                        | 400 000 000                                     | Cet objet Bl Lac est composé de trois trous noirs supermassifs. |
| SDSS J081421.69+522410.0                                                         | 390 000 000                                     | La plus grande radiogalaxie découverte à ce jour. |
| Trou noir de SAGE 0536                                                           | 350 000 000                                     | |
| Trou noir de NGC 1275                                                            | 340 000 000                                     | |
| Trou noir de NGC 2655                                                            | 316 000 000                                     | |
| Trou noir de NGC 6764                                                            | 300 000 000                                     | Estimation de la masse de ce trou noir varie de 15 à 300 millions de M☉. |
| 3c 390.3                                                                         | (2,87 ± 0,64) × 108, 338 840 000                | |
| PSO J172.3556+18.7734                                                            | 300 000 000                                     | |
| PG 1307+085                                                                      | (4,4 ± 1,23) × 108, 281 840 000                 | Source X centrale très compacte. |
| PG 1617+175                                                                      | (5,94 ± 1,38) × 108, 275 420 000                | |
| Trou noir de M59                                                                 | 270 000 000                                     | Trou noir avec une rotation rétrograde . |
| Trou noir de Malin II                                                            | 250 100 000                                     | Cette galaxie possède l'une des brillances de surface les plus faibles connues. |
| Markarian 876                                                                    | (2,79 ± 1,29) × 108, 240 000 000                | Cette galaxie possède un double trou noir supermassif. |
| M31* (trou noir supermassif au centre de la galaxie d'Andromède)                 | 230 000 000                                     | La galaxie spirale la plus proche de la Voie lactée, occupant 8 fois la taille de la Lune dans le ciel. |
| PG 0052+251                                                                      | (3,69 ± 0,76) × 108, 218 780 000                | |
| Trou noir de NGC 4725                                                            | 216 000 000                                     | |
| 3C 236                                                                           | 200 000 000                                     | Radiogalaxie géante. |
| PKS 1510-089                                                                     | 198 000 000                                     | |
| PKS 1232+0815                                                                    | 198 000 000                                     | L'un des quasars les plus lointains. |
| PG 0804+761                                                                      | (6,93 ± 0,83) × 108, 190 550 000                | Les estimations montent jusqu'à 1 milliard de M☉. |
| PG 0953+414                                                                      | (2,76 ± 0,59) × 108, 182 000 000                | L'une des premières galaxies spirales présentant un blazar. |
| Markarian 1095                                                                   | (1,5 ± 0,19) × 108, 182 000 000                 | |
| Trou noir de NGC 4278                                                            | 180 000 000                                     | |
| Trou noir de Caldwell 52                                                         | 180 000 000                                     | Les estimations varient entre 170 et 180 millions de M☉. |
| Trou noir de NGC 5548                                                            | 160 000 000                                     | |
| Primaire de NGC 7727                                                             | 154 000 000                                     | Cette galaxie abrite la paire de trous noirs supermassifs la plus proche. |
| AU Canum Venaticorum                                                             | 150 000 000                                     | |
| Markarian 231                                                                    | 150 000 000                                     | C'est l'un des objets Bl Lac les plus lumineux. |
| II Zwicky 136                                                                    | (4,57 ± 0,55) × 108, 144 540 000                | |
| Trou noir de M105                                                                | 140 à 200 000 000                               | |
| NGP9 F380-0430465                                                                | 140 000 000                                     | NGP9 F380-0430465 est une source X très puissante associée à un trou noir supermassif, aussi connue sous le nom de RX J1324.0+2425. |
| Trou noir de Caldwell 67                                                         | 140 000 000                                     | |
| Trou noir de IC 4687                                                             | 125 000 000                                     | |
| NGC 5548                                                                         | (6,71 ± 0,26) × 107, 123 000 000                | Les estimations montent jusqu'à 160 millions de M☉. |
| Trou noir de IC 1516                                                             | 100 000 000[réf. nécessaire]61.1+4.0 +4.0 −3.2  | |
| TXS 0506+056                                                                     | 100 000 000                                     | En 2017, ce blazar a émis un neutrino avec une énergie de 290 Téra électron Volt (TeV). Ce neutrino reste à ce jour le plus énergétique connu. |
| 3c 61.1                                                                          | 100 000 000                                     | |
| Trou noir de NGC 7331                                                            | 100 000 000                                     | |
| Trou noir de NGC 1808                                                            | 100 000 000                                     | |
| Secondaire de OJ 287                                                             | 100 000 000                                     | Compagnon du Principal de OJ 287 (voir plus haut). |
| Trou noir de M85                                                                 | 100 000 000                                     | |
| RX J124236.9-111935                                                              | 100 000 000                                     | Le télescope spatial Chandra l'a observé en train de déchirer gravitationnellement une étoile,. |
| CTA-102                                                                          | 100 000 000                                     | Les émissions radio de ce quasar ont d'abord été prises pour un signal extraterrestre. |
| SDSS J030627.00-005047.8                                                         | 100 000 000                                     | Le mouvement de ce quasar crée une trainée de matière derrière lui. |
| Trou noir de IC 993                                                              | 100 000 000                                     | |
| HE 0450-2958                                                                     | 90 000 000                                      | Ce quasar est le seul à ne pas posséder de galaxie hôte. |
| Trou noir de NGC 4698                                                            | 89 000 000                                      | |
| Trou noir de M88                                                                 | 80 000 000                                      | |
| Markarian 871                                                                    | (7,32 ± 3,52) × 107, 75 860 000                 | L'une des premières galaxies spirales radio-silencieuses. |
| Fairall 9                                                                        | (2,55 ± 0,56) × 108, 79 430 000                 | Le quasar central de cette galaxie possède l'un des disques d'accrétions les plus riches en termes de composition. |
| PG 1411+442                                                                      | (4,43 ± 1,46) × 108, 79 430 000                 | |
| Trou noir de Caldwell 48                                                         | 79 000 000                                      | |
| Trou noir de M81                                                                 | 70 000 000                                      | |
| SDSS J124916.54+175544.3                                                         | 70 000 000                                      | Le mouvement de ce quasar crée une traînée de matière. |
| Trou noir de M58                                                                 | 70 000 000                                      | |
| Trou noir de UGC 9185                                                            | 69 000 000                                      | |
| Trou noir de UGC 8781                                                            | 65 000 000                                      | |
| Trou noir de NGC 2841                                                            | 63 000 000                                      | |
| Trou noir de NGC 3227                                                            | 60 000 000                                      | |
| PG 1700+518                                                                      | 7,81+1,82 −1,65 × 108, 60 260 000               | L'une des seules galaxies de Syfert désignées comme un « Bourdon Radio ». |
| Trou noir de IC 1515                                                             | 60 000 000                                      | |
| Markarian 509                                                                    | (1,43 ± 0,12) × 108, 57 550 000                 | |
| Centaurus A                                                                      | 55 000 000                                      | Connu pour son jet d'un million d'années-lumière. |
| Primaire de IC 2956                                                              | 55 000 000                                      | Cette galaxie possède deux trous noirs supermassifs centraux. |
| PG 0026+129                                                                      | (3,93 ± 0,96) × 108, 53 700 000                 | |
| Markarian 79                                                                     | (5,24 ± 1,44) × 107, 52 500 000                 | |
| Trou noir de M96                                                                 | 48 000 000                                      | Les estimations descendent jusqu'à 1,5 million de M☉. |
| Trou noir de NGC 5347                                                            | 46 000 000.                                     | |
| Markarian 817                                                                    | (4,94 ± 0,77) × 107, 43 650 000                 | Le télescope spatial Hubble a observé un flash ultraviolet créé par le trou noir central. |
| Trou noir de M64                                                                 | 42 000 000                                      | |
| Markarian 279                                                                    | (3,49 ± 0,92) × 107, 41 700 000                 | |
| Trou noir de Caldwell 43                                                         | 40 000 000                                      | Elle est surnommée "la galaxie du petit sombrero". |
| Trou noir de NGC 1                                                               | 40 000 000                                      | |
| SDSS J153350.90+272729.5                                                         | 40 000 000                                      | En son centre galactique, un événement astronomique, FIRST J153350.8+272729, a été soupçonné d'être un événement de rupture par effet de marée. Une étoile déchirée et dévorée par un trou noir d'une masse de ~40 millions de M☉.                        |
| Trou noir primaire de NGC 4151                                                   | 40 000 000,                                     | Cette galaxie possède plusieurs trous noirs supermassifs (secondaire plus bas). |
| Primaire de SDSS J084905.51+111447.2                                             | 31 622 000                                      | |
| Trou noir de M91                                                                 | 36 000 000                                      | |
| Bl Lacertae                                                                      | 30 000 000                                      | Premier Objet Bl Lacerate trouvé, a été trouvé en 1929. |
| Trou noir de NGC 3                                                               | 30 000 000                                      | |
| Trou noir de M82                                                                 | 30 000 000                                      | Prototype de galaxie à sursauts de formation d'étoiles. |
| Trou noir de UGC 3995                                                            | 27 200 000                                      | |
| Trou noir de Caldwell 44                                                         | 26 500 000                                      | |
| Trou noir de Caldwell 40                                                         | 26 000 000                                      | |
| Primaire de BZQ J1918+4937                                                       | 25 000 000                                      | |
| Trou noir de IC 1859                                                             | 25 000 000,                                     | Cette galaxie possède deux lobes radio qui s'organisent comme des bulles (Même cas que NGC 6764). |
| Trou noir de M98                                                                 | 25 000 000                                      | |
| Trou noir de NGC 4051                                                            | 25 000 000                                      | |
| Trou noir de IC 1816                                                             | 24 000 000                                      | |
| Trou noir de M108                                                                | 24 000 000                                      | |
| Trou noir de IC 2465                                                             | 24 000 000                                      | |
| Trou noir de NGC 7678                                                            | 24 000 000                                      | |
| NGC 3516                                                                         | (4,27 ± 1,46) × 107, 23 000 000                 | |
| 3C 120                                                                           | 5,55+3,14 −2,25 × 107, 22 900 000               | L'une des galaxies les plus actives, comprenant un taux d'ionisation parmi les plus élevés. |
| PG 0844+349                                                                      | (9,24 ± 3,81) × 107, 21 380 000                 | Cette galaxie a d'abord été identifiée comme une naine blanche par l'observatoire de Tonantzintla (d'où son nom "TON" 951). |
| Primaire de Caldwell 72                                                          | 21 200 000                                      | |
| Trou noir de UGC 9685                                                            | 21 000 000                                      | |
| Trou noir de IC 4709                                                             | 21 000 000                                      | |
| Trou noir de la galaxie M60-UCD1                                                 | 20 000 000                                      | Galaxie naine elliptique ultracompacte qui se situe à la périphérie de M60. Le trou noir fait 15 % de sa masse totale. |
| Trou noir de M109                                                                | 20 000 000                                      | |
| 1ES 1927+654                                                                     | 19 000 000                                      | Le trou noir a produit un flash ultraviolet très violent, pendant cette période, la luminosité UV de 1ES 1927+654 a été multipliée par 12. |
| NGC 863                                                                          | (4,75 ± 0,74) × 107, 17 700 000                 | |
| Trou noir de Caldwell 83                                                         | 15 200 000                                      | |
| Trou noir de Caldwell 18                                                         | 14 300 000                                      | |
| Trou noir de NGC 6951                                                            | 14 000 000                                      | |
| Trou noir de M94                                                                 | 14 000 000                                      | |
| Trou noir de NGC 7314                                                            | 13 200 000                                      | |
| Trou noir de MCG+09-20-082                                                       | 13 100 000                                      | |
| Secondaire de PKS 1510-089                                                       | 13 100 000                                      | Trou noir binaire (voir primaire plus haut). |
| Trou noir de M66                                                                 | 13 000 000                                      | |
| Trou noir de M65                                                                 | 13 000 000                                      | Cette galaxie se situe dans la triplète de Leo. |
| Trou noir de Caldwell 23                                                         | 12 000 000                                      | |
| Trou noir de NGC 2685                                                            | 11 000 000                                      | |
| Trou noir de UGC 4884                                                            | 11 000 000                                      | |
| Trou noir de PGC 76200                                                           | 10 000 000                                      | L'un des trous noirs à la croissance la plus lente. |
| QSO B1429-008B                                                                   | 10 000 000                                      | La luminosité de ce quasar est doublée par son compagnon (QSO B1429-008A voir plus haut). |
| QSO B1429-008C                                                                   | 10 000 000                                      | Il fait partie du premier quasar triple. |
| Trou noir de Caldwell 32                                                         | 10 000 000                                      | |
| Trou noir responsable de AT2019qiz                                               | 10 000 000                                      | Trou noir détecté grâce à un événement de rupture par effet de marée. |
| Trou noir secondaire de NGC 4151                                                 | 10 000 000                                      | (voir plus haut) |
| Trou noir de NGC 1672                                                            | 10 000 000                                      | |
| Primaire de NGC 3393                                                             | 10 000 000                                      | Les deux trous noirs supermassifs fusionneront dans 1 milliard d'années. |
| Trou noir de l'Anneau de Vela ou ESO 316-32                                      | 10 000 000                                      | |
| SDSS J133543.77+312714.3                                                         | 10 000 000                                      | |
| Trou noir de IC 994                                                              | 9 900 000                                       | Le noyau de cette galaxie LINER est perturbé par sa galaxie satellite (SDSS J141822.938 +111126.76). |
| Trou noir de UGC 4621                                                            | 9 500 000                                       | Potentiel quasar se situant dans une galaxie spirale. |
| Trou noir de NGC 3783                                                            | (2,98 ± 0,54) × 107, 9 300 000                  | Le spectre de rayons X réalisé par le télescope spatial Chandra de NGC 3783 révèle la présence d'atomes fortement ionisés plongeant vers le trou noir supermassif se trouvant au centre de cette galaxie.                                                 |
| Trou noir de Caldwell 3                                                          | 9 000 000                                       | |
| SDSS J095726.82+031400.9                                                         | 8 900 000                                       | En 2014, un événement de rupture par effet de marée, PS1-11af, a été détecté en son centre. Une étoile de 1,8 masse solaire s'est fait dévorer par un trou noir supermassif d'une masse de 8,9 millions de masses solaires.                               |
| Trou noir responsable de AT 2019cho                                              | 8 800 000                                       | Ce trou noir a été observé en train de dévorer une étoile d'une masse de ~2,2 masses solaires. |
| Trou noir de NGC 1566                                                            | 8 300 000                                       | |
| Trou noir de NGC 4593                                                            | 5,36+9,37 −6,95 × 106, 8 130 000                | |
| Trou noir de NGC 2276                                                            | 7 900 000                                       | Les scientifiques ont découvert dans cette galaxie l'objet NGC 2276-3c (pl) qui serait un trou noir intermédiaire d'une masse estimée à 50 000 masses solaires.                                                                                           |
| SDSS J075654.53+341543.6                                                         | 7 700 000 à 7 200 000                           | En 2018, AT 2018zr, un événement de rupture par effet de marée a été détecté en son centre. Une étoile d'une masse de 1,3 masse solaire s'est fait dévorer par un trou noir supermassif d'une masse estimée entre 7,7 et 7,2 millions de masses solaires. |
| Trou noir de M100                                                                | 7 400 000                                       | |
| Trou noir de Caldwell 7                                                          | 7 000 000                                       | |
| SDSS J222648.38+170852.3                                                         | 6 800 000                                       | En 2017, un événement de rupture par effet de marée a été détecté en son centre, intitulé AT 2017eqx. Une étoile de faible masse (~0,96 masse solaire) s'est fait dévorer par un trou noir supermassif.                                                   |
| Trou noir responsable de AT 2018iih                                              | 6 800 000                                       | Ce trou noir supermassif a été observé en train de dévorer une étoile de masse exceptionnelle, estimée à ~75 masses solaires. |
| Trou noir de NGC 7469                                                            | (12,2 ± 1,4) × 106, 6 460 000                   | Elle est la galaxie de Syfert la mieux étudiée. En 1981, un anneau de formation géant a été découvert par l'astronome Ulvestad. |
| Trou noir de M95                                                                 | 6 400 000                                       | |
| Markarian 335                                                                    | (1,42 ± 0,37) × 107, 6 310 000                  | Une éruption de rayons X en 2013 est interprétée comme un jet avorté. |
| 2MASX J07001137-6602251                                                          | 6 200 000                                       | En 2019, un événement de rupture par effet de marée, AT 2019ahk, a été détecté en son centre. Une étoile massive (~2,5 masses solaires) s'est fait dévorer par un trou noir supermassif.                                                                  |
| Trou noir de Caldwell 21                                                         | 6 000 000                                       | |
| SDSS J160928.27+534023.9                                                         | 6 000 000 à 2 000 000                           | En 2012, le télescope spatial Galex l'a observé en train de dévorer une étoile d'une masse de 1,8 masse solaire, dans un événement de rupture par effet de marée.                                                                                         |
| Potentiel secondaire de Caldwell 72                                              | 5 700 000                                       | |
| Markarian 110                                                                    | (2,51 ± 0,61) × 107, 5 620 000                  | Contient un jet s'étendant sur une distance de 100 000 années-lumière. |
| Trou noir de Caldwell 51                                                         | 5 500 000                                       | |
| Trou noir responsable de AT 2019dsg                                              | 5 400 000                                       | |
| Trou noir de Caldwell 5                                                          | 5 400 000                                       | Les estimations descendent jusqu'à 1,4 million de masses solaires. |
| Trou noir de Caldwell 45                                                         | 5 100 000                                       | |
| Tertiaire de SDSS J084905.51+111447.2                                            | 5 011 800                                       | |
| Trou noir de IC 4329 A                                                           | 9,90+17,88 −11,88 × 106, 5 010 000              | |
| Trou noir de M61                                                                 | 5 000 000                                       | |
| Secondaire de BZQ J1918+4937                                                     | 5 000 000                                       | |
| Secondaire de IC 2956                                                            | 5 000 000                                       | |
| Trou noir de M74                                                                 | 5 000 000                                       | |
| Trou noir de la galaxie du Sculpteur                                             | 5 000 000                                       | |
| Trou noir de M32                                                                 | 1 500 000–5 000 000                             | Galaxie naine liée à la galaxie d'Andromède. |
| Trou noir de Caldwell 101                                                        | 4 700 000                                       | |
| Trou noir responsable de AT 2017gge                                              | 4 677 000                                       | |
| Trou noir de la galaxie du Feu d'Artifice                                        | 4 600 000                                       | |
| Sagittarius A*                                                                   | 4 300 000                                       | Trou noir supermassif de la Voie lactée. |
| Trou noir responsable de AT 2019mha                                              | 4 000 000                                       | |
| Trou noir de M106                                                                | 3 900 000                                       | |
| SDSS J140941.88+552928.0                                                         | 3 900 000                                       | En 2019 a été détecté un événement de rupture par effet de marée en son centre, AT 2019ehz. Une étoile d'une masse de ~3,9 masses solaires a été dévorée par un trou noir supermassif.                                                                    |
| Trou noir responsable de AT 2018hco                                              | 3 300 000                                       | |
| WKK98 6047                                                                       | 3 300 000                                       | En 2018, une étoile a été dévorée par un trou noir supermassif, située au centre de WKK98 6047. L'étoile en question avait une masse de 1,3 masse solaire.                                                                                                |
| PSO J062.4068+73.8948                                                            | 3 000 000                                       | En 2018, un événement de rupture par effet de marée, AT 2018lni, a été détecté en son centre. Une étoile d'une masse de 1,3 masse solaire s'est fait dévorer par un trou noir supermassif d'une masse allant de 1,5 à 4,3 millions de masses solaires.    |
| Secondaire de SDSS J084905.51+111447.2                                           | 2 511 000                                       | |
| Trou noir de Caldwell 26                                                         | 1 400 000                                       | |
| PSO J105.8277+23.0291                                                            | 1 300 000                                       | En 2018, un événement de rupture par effet de marée, AT 2018lna, a été détecté en son centre. Une étoile d'une masse de 5,7 masse solaire s'est fait dévorer par un trou noir supermassif d'une masse allant de 1,1 à 1,5 million de masses solaires.     |
| Trou noir de Caldwell 17                                                         | 1 200 000                                       | |
| Trou noir de Caldwell 36                                                         | 1 000 000                                       | |
| Trou noir de Henize 2-10                                                         | 1 000 000                                       | Les jets de ce trou noir créent littéralement des étoiles. |
| Trou noir de Caldwell 57                                                         | 1 000 000                                       | |
| Secondaire de NGC 3393                                                           | 800 000                                         | Les deux trous noirs supermassifs fusionneront dans 1 milliard d'années. |
| Trou noir de NGC 1386                                                            | 1 200 000                                       | |
| Trou noir de NGC 1058                                                            | 500 000                                         | |
| Trou noir de GSN 069                                                             | 400 000.                                        | |
| Trou noir de NGC 4395                                                            | 360 000                                         | Le trou noir supermassif présent au centre de cette galaxie consume l'équivalent de 12 fois la masse de la Lune par jour. |
| IGR J12580+0134 ou NGC 4845                                                      | 300 000                                         | Ce trou noir est connu pour avoir englouti un objet de masse planétaire. |
| Trou noir de Markarian 462                                                       | 200 000                                         | |
| Trou noir de M110                                                                | 38 000                                          | |
| HLX-1                                                                            | 20 000                                          | Elle est la première source X hyper lumineuse découverte (HLX 1 pour Hyper Luminous Xray 1). |
| Trou noir de UGC 9167                                                            | 10 000                                          | |
| Trou noir de Caldwell 62                                                         | 9 000                                           | |
| Trou noir de la galaxie du Triangle                                              | 3 000                                           | |